# Puya valida
Puya valida är en gräsväxtart som beskrevs av Lyman Bradford Smith. Puya valida ingår i släktet Puya och familjen Bromeliaceae. Inga underarter finns listade i Catalogue of Life.